# Hahnia abrahami
Hahnia abrahami là một loài nhện trong họ Hahniidae.
Loài này thuộc chi Hahnia. Hahnia abrahami được J. Hewitt miêu tả năm 1915.